# Arthur Waley
Arthur David Waley (19 de agosto de 1889-27 de junio de 1966) fue un orientalista y sinólogo inglés.

## Biografía
Nacido en Tunbridge Wells, Kent, Inglaterra, con el nombre de Arthur David Schloss, era hijo del economista David Frederick Schloss. En 1914 cambió su apellido por el de su abuela paterna, Waley. 
Se educó en Rugby School y en 1907 ingresó en el King's College de la Universidad de Cambridge donde estudió clásicos. 
En 1913 empezó a trabajar en el Museo Británico catalogando libros y pinturas de Oriente hasta 1929. Aprendió chino y japonés. Publicó 170 poemas chinos en 1918, luego Poesía japonesa  y  Las piezas Noh del Japón,  Historia de Genji, en seis volúmenes, de 1921 a 1933,  El libro de la almohada de Sei Shonagon, La vía y el poder: un estudio del Tao Te King, las Analectas de Confucio, una versión abreviada de la novela Monkey  en 1942,  The Life and Times of Po Chü-i, Yuan Mei: Poeta chino del siglo XVIII,  Vida y poesía de Li Po y  The Secret History of the Mongols  en 1963.
La viuda del niponólogo estadounidense de origen español Ernest Francisco Fenollosa le ofreció los manuscritos de su marido con traducciones de poesía china y teatro no japonés que corrigió y publicó en forma inglesa con ayuda del poeta Ezra Pound con gran éxito; a través de Pound, que era secretario de W. B. Yeats, este teatro influyó el del gran poeta irlandés.
Su versión de la Historia de Genji  de Murasaki Shikibu es una de las traducciones más admiradas de esta obra maestra de la literatura japonesa del siglo X.  Waley dice que la obra tiene "un esteticismo rampante y una sofisticada inmoralidad".
El Libro de la almohada de Sei Shonagon, que también tradujo Waley, también retrata la vida de la corte Heian de Kyoto en el siglo X en la que el arte más admirado era la caligrafía.
Durante dos décadas se dedicó a redactar biografías de poetas chinos de los siglos VIII y IX (Li-Po y Po Chü-i) y otro del siglo XVIII, Yuan Mei. Para poder hacerlo contaba con escasos documentos y con sus poemas. En  The Life and Times of Po Chü-i describe a los amigos del poeta  y a sus enemigos que le dicen: "Así escribes lo suficientemente bien, no escribas mejor porque lo que está arruinando tu carrera oficial es tu reputación como poeta".
Vida y poesía de Li Po, es quizá su libro más conocido. Se describe la vida del poeta, la solicitud de puestos y cargos, las cartas de recomendación, el acarreo de noticias, sus mudanzas. Dice Waley que para casi cada cosa que se narra "existe, como se refiere a menudo en las novelas chinas, ´un poema para demostrarlo ". 
La biografía de Yuan Mei es quizá la más interesante de las tres. Yuan Mei opinaba que "la verdadera edad de uno es la fecha de los libros que uno lee" y daba instrucciones como estas: "Si llueve demasiado, presta atención a que los gusanos no arruinen mis libros". El poeta consultaba el I Ching y consideraba que su jardín era igual al que aparece descrito en la novela china El cuento de la piedra de Cao Xueqin.
Para Waley cualquier poeta chino es como un amigo: "una persona con disposición infinita a escuchar (que es lo que quisiéramos que poseyeran nuestros amigos) y libre de ambiciones mundanas (que constituyen los mayores obstáculos para la amistad). El poeta chino se presenta a sí mismo como un hombre ascético ´Leyendo el  I Ching  en la ventana norte, jugando al ajedrez con un monje taoísta o practicando caligrafía con una visita ocasional".
En 1918 conoció a Beryl de Zoete, una crítica de danza y escritora. Vivieron juntos hasta la muerte de ella en 1962. En 1966 se casa con Alison Robinson, a la que conoció en 1929. Vivieron en Highgate, Londres. Allí Waley frecuentó el Círculo de Bloomsbury.
Elias Canetti, que fue su amigo en la posguerra de la Segunda Guerra Mundial, en el cuarto tomo de su autobiografía, Fiesta bajo las bombas  le dedica un capítulo y dice de él: "Tenía una cabeza impresionante, no del todo como la de un ave rapaz, pero sí evocadora de amplios espacios. Nada de lo que se decía en su presencia se le escapaba, y sin embargo podía pensarse que escuchaba hacia la lejanía... La vanidad de Arthur Waley era una vanidad del juicio. Rechazaba más o menos todo. Sus juicios eran siempre igualmente tajantes. Le daba igual si con una sentencia mortal sobre un autor preferido, o quizá sobre el contenido de una vida entera, provocaba en otra persona el desconcierto y la desesperación".

## Obra
- A Hundred and Seventy Chinese Poems, 1918
- More Translations from the Chinese (Alfred A. Knopf, New York, 1919).
- Japanese Poetry: The Uta, 1919
- The Nō Plays of Japan, 1921
- The Tale of Genji, por Lady Murasaki, 1921-1933
- The Temple and Other Poems, 1923
- Introduction to the Study of Chinese Painting, 1923
- The Pillow Book of Sei Shōnagon, 1928
- The Way and its Power: A Study of the Tao Te Ching and its Place in Chinese Thought, 1934
- The Book of Songs (Shih Ching), 1937
- The Analects of Confucius, 1938
- Three Ways of Thought in Ancient China, 1939
- Translations from the Chinese, recopilación, 1941
- Monkey, 1942
- Chinese Poems, 1946
- The Life and Times of Po Chü-I, 1949
- The Real Tripitaka and Other Pieces, 1952
- The Nine Songs: A Study of Shamanism in Ancient China, 1955
- Yuan Mei: Eighteenth Century Chinese Poet, 1956
- The Opium War through Chinese Eyes, 1958
- The Poetry and Career of Li Po, 1959. Ed española: Vida y poesía de Li Po. Traducción de Marià Manent.Barcelona, Seix Barral, 1969.
- Ballads and Stories from Tun-Huang, 1960
- The Secret History of the Mongols, 1963